# Crosskeys
Crosskeys är en ort och community i Storbritannien.   Den ligger 16 km norr om Cardiff i kommunen Caerphilly och riksdelen Wales, i den södra delen av landet, 210 km väster om huvudstaden London. Antalet invånare i communityn är 3 265 (2011).